# Rinorea prasina
Rinorea prasina är en violväxtart som först beskrevs av Otto Stapf, och fick sitt nu gällande namn av Thomas Ford Chipp. Rinorea prasina ingår i släktet Rinorea och familjen violväxter. Inga underarter finns listade i Catalogue of Life.